# غوستاف بوولنجر
غوستاف بوولنجر (بالفرنسية: Gustave Boulanger)‏ هو نحات ورسام فرنسي، ولد في 25 أبريل 1824 في باريس في فرنسا، وتوفي بنفس المكان في 22 سبتمبر 1888.

## معرض صور

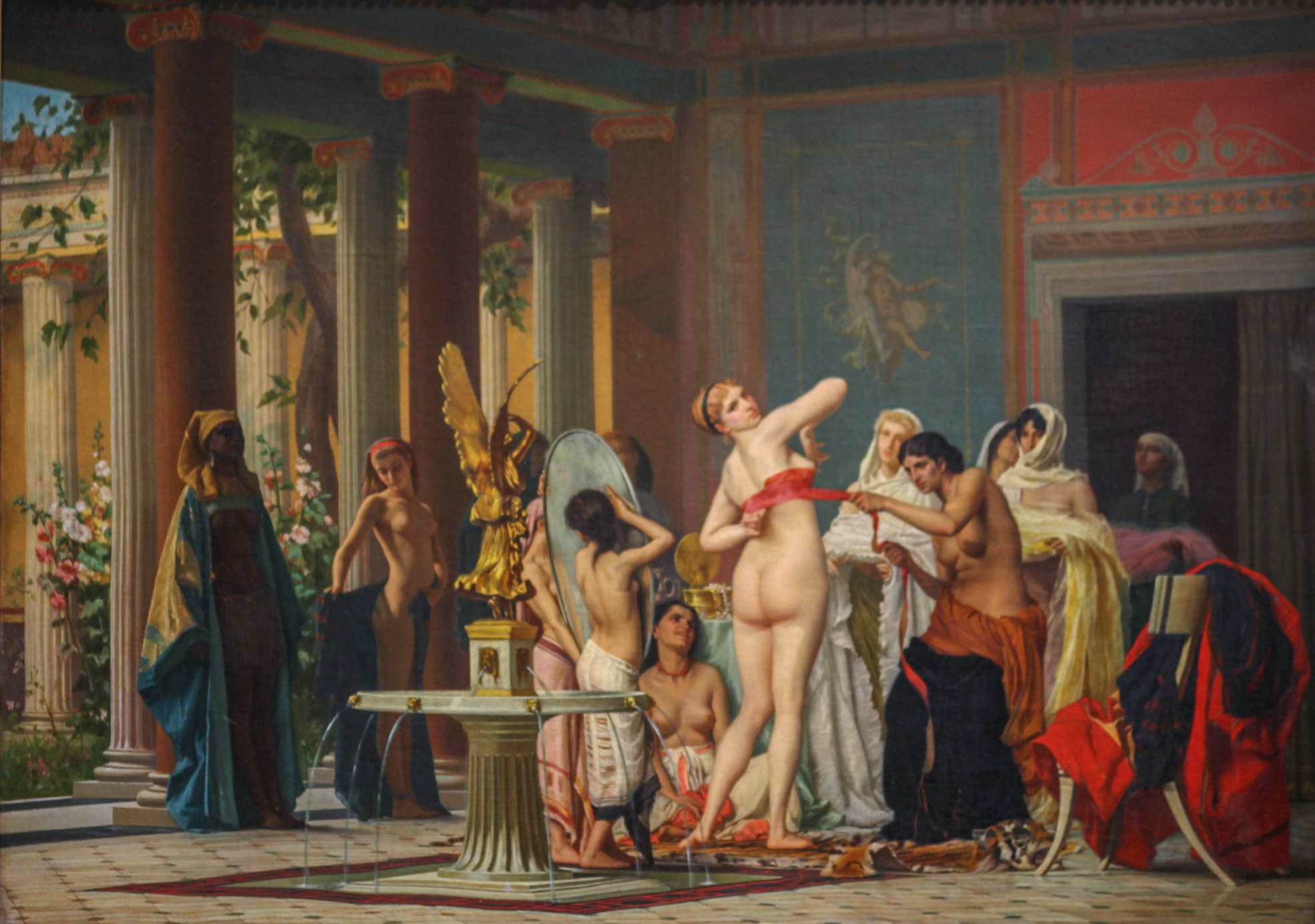
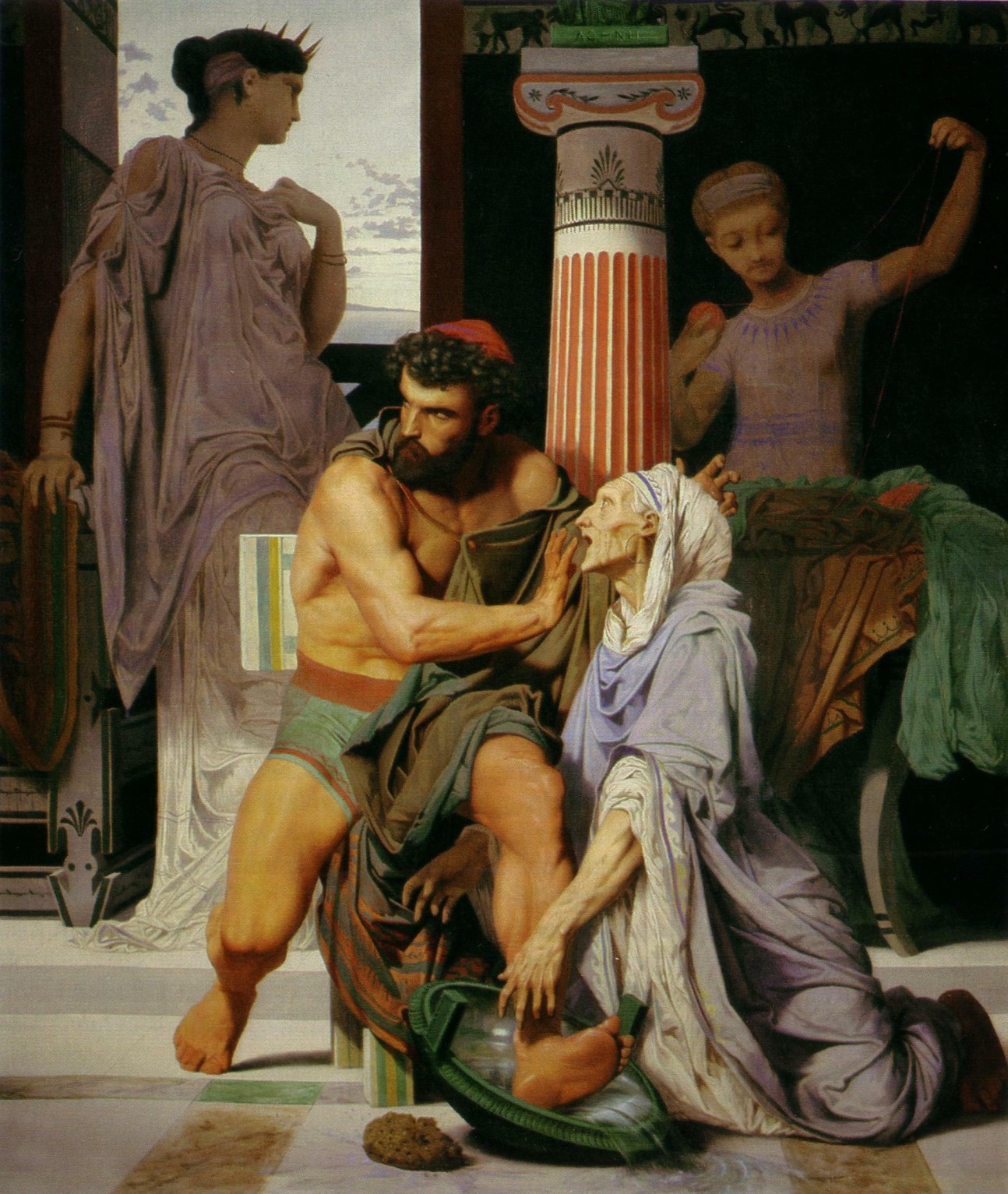
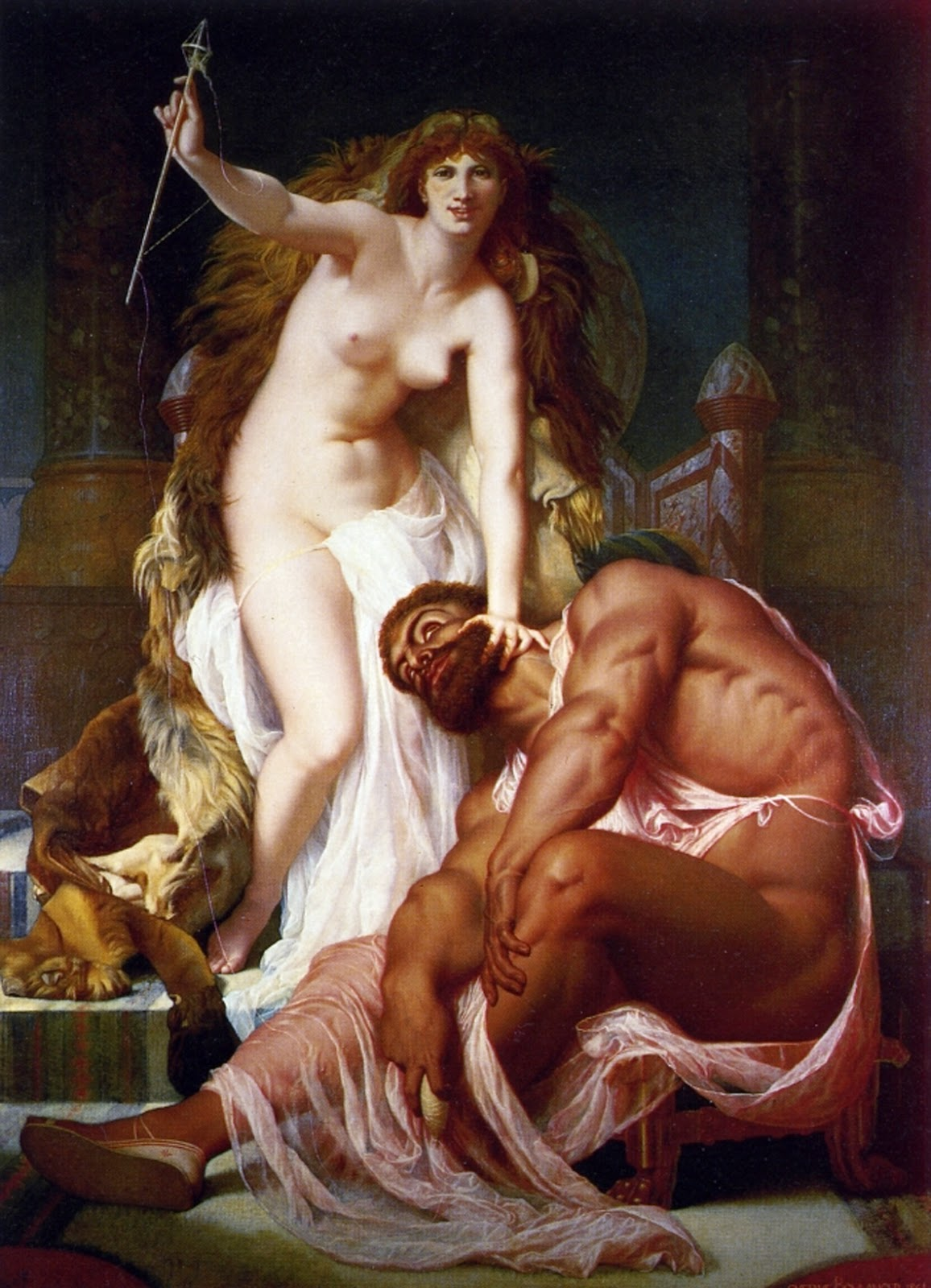
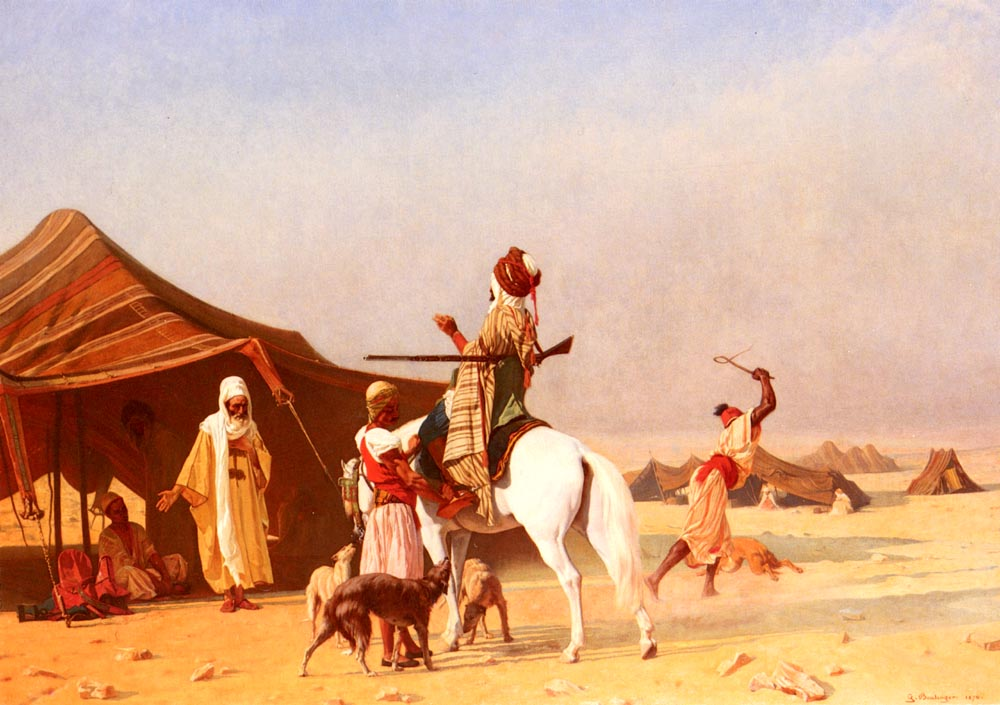
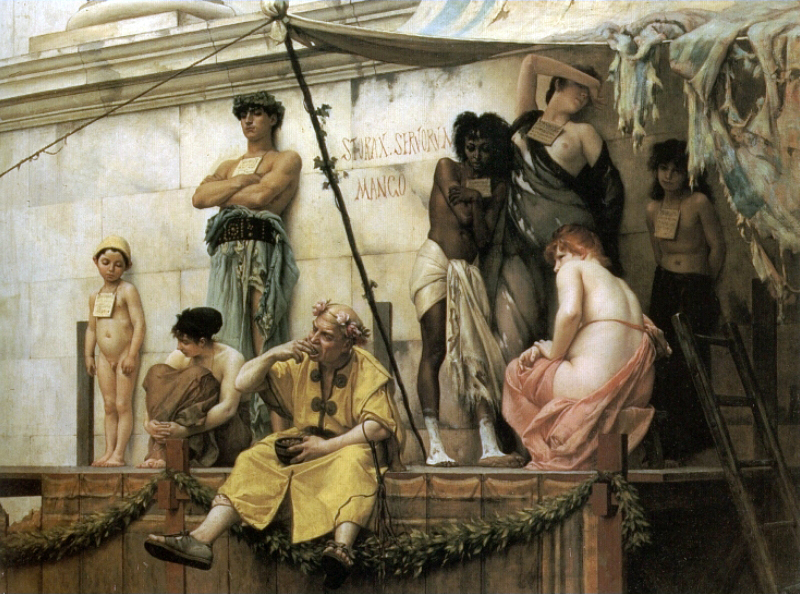